# Wojdan Shaherkani
Wojdan Shaherkani (arabiska: وجدان علي سراج الدين شهرخاني), född 1 februari 1996 i Mecka, Saudiarabien, är en saudiarabisk judoutövare. Shaherkani blev Saudiarabiens första kvinnliga olympier när hon deltog i damernas tungvikt i judo vid olympiska sommarspelen 2012. Utöver Shaherkani representerade även Sarah Attar Saudiarabien vid de olympiska spelen. Deras deltagande var resultatet av en lång process där internationella olympiska kommittén hade satt press på Saudiarabien.